# تصفيات بطولة آسيا لكرة القدم للناشئين تحت 16 سنة 2012
تصفيات بطولة آسيا لكرة القدم للناشئين تحت 16 سنة 2012 سوف تلعب لتحديد المتأهلين الستة عشر إلى البطولة القارية.

## النظام
يشارك في المنافسة تسعة وثلاثون منتخب لحسم مقاعد المتأهلين الستة عشر إلى هذه النسخة من البطولة. تم تقسيم المنتخبات على سبعة مجموعات، المجموعات الأربعة الأولى تضم فرق من غرب آسيا في حين تضم المجموعات الأخرى فرق من شرق القارة.
منطقة غرب آسيا سيكون لديها مجموعتين يتكونون من ستة منتخبات وأثنتين يضمان خمسة فرق. في حين لديها شرق آسيا مجموعتين من ستة فرق وواحدة من خمسة فرق فقط.
سيتأهل أفضل منتخبين عن كل مجموعة وأفضل منتخب صاحب مركز ثالث من منطقتي الشرق والغرب ألى البطولة القارية.

## التصنيف
أقيمت قرعة تصفيات بطولة آسيا لكرة القدم للناشئين تحت 16 سنة 2012 في مقر الاتحاد الآسيوي لكرة القدم يوم 30 مارس 2011.
| غرب آسيا (مصنفون من الأول إلى الثاني والعشرين) | شرق آسيا (مصنفون من الأول إلى الثامن عشر) |
| --- | --- |
| 1. أوزبكستان 2. الإمارات العربية المتحدة 3. سوريا 4. العراق 5. إيران 6. الكويت 7. طاجيكستان 8. عمان 9. السعودية 10. البحرين 11. اليمن 12. بنغلاديش 13. قطر 14. نيبال 15. قرغيزستان 16. باكستان 17. الهند 18. أفغانستان 19. لبنان 20. فلسطين 21. المالديف 22. سريلانكا | 1. كوريا الشمالية 2. أستراليا 3. اليابان 4. إندونيسيا 5. فيتنام 6. الصين 7. تيمور الشرقية 8. تايبيه الصينية 9. تايلاند 10. لاوس 11. هونغ كونغ 12. سنغافورة 13. كوريا الجنوبية 14. ميانمار 15. ماليزيا 16. غوام 17. كمبوديا 18. ماكاو |

اختارت خمسة منتخبات عدم المشاركة في هذه النسخة:  بوتان و الأردن و منغوليا و الفلبين و تركمانستان. بينما كانت  بروناي محظورة في وقت القرعة من قبل الاتحاد الدولي لكرة القدم.
 سريلانكا وضعت في المجموعة 1 ولكن انسحبت يوم 19 أغسطس 2011.
 لبنان وضعت في المجموعة 4 ولكن انسحبت.
 ماكاو وضعت في المجموعة 5 ولكن انسحبت.

## المجموعات

### المجموعة 1
جميع المباريات سوف تقام في دهوك، العراق (ت ع م+03:00).
| فريق     | نقاط  | فرق   | عليه  | له    | خ     | ت     | ف     | لعب   |
| -------- | ----- | ----- | ----- | ----- | ----- | ----- | ----- | ----- |
| العراق   | 10    | 15+   | 2     | 17    | 0     | 1     | 3     | 4     |
| إيران    | 10    | 11+   | 1     | 12    | 0     | 1     | 3     | 4     |
| قطر      | 6     | 3+    | 6     | 9     | 2     | 0     | 2     | 4     |
| فلسطين   | 3     | 13−   | 15    | 2     | 3     | 0     | 1     | 4     |
| بنغلاديش | 0     | 16−   | 16    | 0     | 4     | 0     | 0     | 4     |
| سريلانكا | انسحب | انسحب | انسحب | انسحب | انسحب | انسحب | انسحب | انسحب |

| بنغلاديش | 7 – 0 | العراق                                                                           |
| -------- | ----- | -------------------------------------------------------------------------------- |
|          | تقرير | إيمون 8' (بالخطأ) · المهداوي 4'، 37'، 66' · المهوي 25' · غوباري 27' · بونيان 45' |

| إيران                                                         | 0 – 5 | فلسطين |
| ------------------------------------------------------------- | ----- | ------ |
| كارمولاتشاب 2' · ريغي 37' · ياسيني 58' · جعفري 78' · نوري 87' | تقرير |        |

| العراق                                                                   | 0 – 6 | فلسطين |
| ------------------------------------------------------------------------ | ----- | ------ |
| المهدواي 27'، 57' · غباري 30' · مهاوي 85' · فاضل 89' (ركل.) · لطيف 90+3' | تقرير |        |

| إيران                   | 0 – 3 | قطر |
| ----------------------- | ----- | --- |
| رضا 84' · ريغي 32'، 47' | تقرير |     |

| فلسطين                        | 0 – 2 | بنغلاديش |
| ----------------------------- | ----- | -------- |
| صلاح 53' · ر. داري 68' (ركل.) | تقرير |          |

| العراق                             | 1 – 3 | قطر         |
| ---------------------------------- | ----- | ----------- |
| المهدواي 2' · بني 45' · الكرجي 63' | تقرير | السالمي 33' |

| قطر                                      | 0 – 4 | فلسطين |
| ---------------------------------------- | ----- | ------ |
| الجلابي 5'، 76' · حسنين 13' · الأحرق 33' | تقرير |        |

| إيران                                     | 0 – 3 | بنغلاديش |
| ----------------------------------------- | ----- | -------- |
| إستاخري 30' · حسيني 76' · كارمولاتشاب 81' | تقرير |          |

| بنغلاديش | 4 – 0 | قطر                                      |
| -------- | ----- | ---------------------------------------- |
|          | تقرير | محمد 39' · عفيف 43'، 90+1' · الجلابي 51' |

| العراق     | 1 – 1 | إيران     |
| ---------- | ----- | --------- |
| بونيان 43' | تقرير | جعفري 42' |

### المجموعة 2
جميع المباريات سوف تقام في مدينة الكويت وحولي، الكويت (ت ع م+03:00).
| فريق                     | نقاط | فرق | عليه | له | خ | ت | ف | لعب |
| ------------------------ | ---- | --- | ---- | -- | - | - | - | --- |
| اليمن                    | 13   | 13+ | 2    | 15 | 0 | 1 | 4 | 5   |
| الكويت                   | 12   | 11+ | 3    | 14 | 1 | 0 | 4 | 5   |
| الإمارات العربية المتحدة | 10   | 9+  | 4    | 13 | 1 | 1 | 3 | 5   |
| باكستان                  | 6    | 6+  | 9    | 7  | 3 | 0 | 2 | 5   |
| أفغانستان                | 3    | 2−  | 12   | 10 | 4 | 0 | 1 | 5   |
| المالديف                 | 0    | 29− | 29   | 0  | 5 | 0 | 0 | 5   |

| اليمن      | 1 – 1 | الإمارات العربية المتحدة |
| ---------- | ----- | ------------------------ |
| الضاحي 62' | تقرير | سليمان 7' (ركل.)         |

| الكويت             | 0 – 3 منحت | أفغانستان   |
| ------------------ | ---------- | ----------- |
| العصفور 82' (ركل.) | تقرير      | م. زاهر 37' |

| باكستان                                      | 0 – 4 | المالديف |
| -------------------------------------------- | ----- | -------- |
| بلال 11' · خان 13' · ش. علي 62' · ر. علي 67' | تقرير |          |

| الإمارات العربية المتحدة | 0 – 3 منحت | أفغانستان       |
| ------------------------ | ---------- | --------------- |
| الحارسي 38'              | تقرير      | أمين 65' (ركل.) |

| الكويت               | 0 – 2 | باكستان |
| -------------------- | ----- | ------- |
| بورسلي 8' · حيدر 51' | تقرير |         |

| اليمن                                                                     | 0 – 5 | المالديف |
| ------------------------------------------------------------------------- | ----- | -------- |
| فداق 21'، 64' · أيمن عبد الكافي أحمد 34' · الضاحي 40' · محمد 74' (بالخطأ) | تقرير |          |

| المالديف | 5 – 0 | الكويت                                                |
| -------- | ----- | ----------------------------------------------------- |
|          | تقرير | سالم 38'، 75' · حيدر 49' · العنزي 89' · الهاجري 90+2' |

| الإمارات العربية المتحدة | 0 – 2 | باكستان |
| ------------------------ | ----- | ------- |
| سليمان 32'، 79'          | تقرير |         |

| أفغانستان            | 3 – 0 منحت | اليمن      |
| -------------------- | ---------- | ---------- |
| رضائي 68' · أمين 78' | تقرير      | ج. أحمد 6' |

| المالديف | 6 – 0 | الإمارات العربية المتحدة                                                      |
| -------- | ----- | ----------------------------------------------------------------------------- |
|          | تقرير | سليمان 4' (ركل.)، 33' (ركل.) · الحراسي 6'، 68' · موسى 65' (بالخطأ) · محمد 70' |

| الكويت      | 2 – 1 | اليمن                     |
| ----------- | ----- | ------------------------- |
| مرزوق 90+4' | تقرير | الحيدري 1' · الضاحي 90+3' |

| باكستان                   | 1 – 3 | أفغانستان       |
| ------------------------- | ----- | --------------- |
| بلال 45+4' · خان 73'، 84' | تقرير | أمين 54' (ركل.) |

| اليمن                                                  | 0 – 4 | باكستان |
| ------------------------------------------------------ | ----- | ------- |
| الضاحي 41' (ركل.)، 72' (ركل.) · أحمد 50' · ج. أحمد 84' | تقرير |         |

| الإمارات العربية المتحدة | 3 – 1 | الكويت                              |
| ------------------------ | ----- | ----------------------------------- |
| سليمان 9'                | تقرير | مرزوق 44' · العجمي 49' · بورسلي 89' |

| أفغانستان                                                              | 0 – 9 | المالديف |
| ---------------------------------------------------------------------- | ----- | -------- |
| زامن 39'، 51'، 61'، 74'، 90+2' · رضائي 56'، 76' · حسين 79' · مهراب 84' | تقرير |          |

### المجموعة 3
جميع المباريات سوف تقام في قرشي، أوزبكستان (ت ع م+05:00).
| فريق      | نقاط | فرق | عليه | له | خ | ت | ف | لعب |
| --------- | ---- | --- | ---- | -- | - | - | - | --- |
| أوزبكستان | 12   | 19+ | 1    | 20 | 0 | 0 | 4 | 4   |
| الهند     | 9    | 2+  | 11   | 13 | 1 | 0 | 3 | 4   |
| البحرين   | 4    | 0   | 7    | 7  | 2 | 1 | 1 | 4   |
| طاجيكستان | 4    | 2−  | 8    | 6  | 2 | 1 | 1 | 4   |
| قرغيزستان | 0    | 19− | 20   | 1  | 4 | 0 | 0 | 4   |

| البحرين                 | 2 – 2 | طاجيكستان                  |
| ----------------------- | ----- | -------------------------- |
| الشيخ 52' · الحسوني 72' | تقرير | تورسونوف 53' · باروتوف 88' |

| الهند                                            | 0 – 7 | قرغيزستان |
| ------------------------------------------------ | ----- | --------- |
| راي 5'، 7'، 45'، 55'، 85' · لالهليمبويا 17'، 42' | تقرير |           |

| قرغيزستان | 7 – 0 | أوزبكستان                                                                                  |
| --------- | ----- | ------------------------------------------------------------------------------------------ |
|           | تقرير | عباسوف 9'، 44'، 51' · دولتوف 16' · إب. عبدوللاييف 27' · بولتبوييف 42' · عز. عبدوللاييف 72' |

| الهند                      | 1 – 2 | البحرين   |
| -------------------------- | ----- | --------- |
| راجا 50' · سيزي 73' (ركل.) | تقرير | مرهون 21' |

| أوزبكستان                                                                              | 0 – 9 | الهند |
| -------------------------------------------------------------------------------------- | ----- | ----- |
| عباسوف 19'، 45+1'، 61'، 68' · عادلوف 26'، 27'، 30' · إب. عبدوللاييف 41' · ميرزاييف 67' | تقرير |       |

| طاجيكستان                    | 0 – 2 | قرغيزستان |
| ---------------------------- | ----- | --------- |
| تورسونوف 17' · جورابوييف 33' | تقرير |           |

| طاجيكستان           | 4 – 1 | الهند                                                        |
| ------------------- | ----- | ------------------------------------------------------------ |
| تورسونوف 17' (ركل.) | تقرير | لالرامزاوفا 26' · أوتام 43' · سارثاك 61' · لالهليمبويا 90+1' |

| البحرين | 2 – 0 | أوزبكستان                          |
| ------- | ----- | ---------------------------------- |
|         | تقرير | حمداموف 45+2' · إب. عبدوللاييف 49' |

| قرغيزستان  | 4 – 1 | البحرين                                          |
| ---------- | ----- | ------------------------------------------------ |
| تشيشيف 54' | تقرير | عبيد 8' · مرهون 39' · محمد 63' (ركل.) · عيسى 85' |

| أوزبكستان                     | 1 – 2 | طاجيكستان   |
| ----------------------------- | ----- | ----------- |
| م. إسماعيلوف 20' · عادلوف 36' | تقرير | باروتوف 53' |

### المجموعة 4
جميع المباريات سوف تقام في كاثماندو، نيبال (UTC+05:45).
| فريق     | نقاط  | فرق   | عليه  | له    | خ     | ت     | ف     | لعب   |
| -------- | ----- | ----- | ----- | ----- | ----- | ----- | ----- | ----- |
| عمان     | 6     | 0     | 4     | 4     | 1     | 0     | 2     | 3     |
| سوريا    | 6     | 2+    | 3     | 5     | 1     | 0     | 2     | 3     |
| السعودية | 4     | 2+    | 3     | 5     | 1     | 1     | 1     | 3     |
| نيبال    | 1     | 4−    | 5     | 1     | 2     | 1     | 0     | 3     |
| لبنان    | انسحب | انسحب | انسحب | انسحب | انسحب | انسحب | انسحب | انسحب |

| سوريا                  | 0 – 2 | نيبال |
| ---------------------- | ----- | ----- |
| الأشقر 2' · الحمود 83' | تقرير |       |

| عمان | 3 – 0 | السعودية                               |
| ---- | ----- | -------------------------------------- |
|      | تقرير | النابت 34' · القحطاني 59' · غزواني 62' |

| نيبال | 2 – 0 | عمان                     |
| ----- | ----- | ------------------------ |
|       | تقرير | الرشادي 78' · العلوي 87' |

| السعودية  | 2 – 1 | سوريا                  |
| --------- | ----- | ---------------------- |
| هزازي 25' | تقرير | سلكيني 4' · الخالد 69' |

| سوريا       | 2 – 1 | عمان                          |
| ----------- | ----- | ----------------------------- |
| مشهداني 67' | تقرير | جنيات 9' (بالخطأ) · مبارك 12' |

| نيبال     | 1 – 1 | السعودية |
| --------- | ----- | -------- |
| هيمان 13' | تقرير | أحمد 34' |

### المجموعة 5
سوف تقام جميع المباريات في بيونغيانغ، كوريا الشمالية (ت ع م+09:00).
| فريق           | نقاط  | فرق   | عليه  | له    | خ     | ت     | ف     | لعب   |
| -------------- | ----- | ----- | ----- | ----- | ----- | ----- | ----- | ----- |
| كوريا الشمالية | 12    | 14+   | 2     | 16    | 0     | 0     | 4     | 4     |
| الصين          | 9     | 5+    | 3     | 8     | 1     | 0     | 3     | 4     |
| سنغافورة       | 4     | 4+    | 6     | 10    | 2     | 1     | 1     | 4     |
| ماليزيا        | 4     | 2−    | 7     | 5     | 2     | 1     | 1     | 4     |
| تيمور الشرقية  | 0     | 21−   | 24    | 3     | 4     | 0     | 0     | 4     |
| ماكاو          | انسحب | انسحب | انسحب | انسحب | انسحب | انسحب | انسحب | انسحب |

| تيمور الشرقية               | 11 – 2 | كوريا الشمالية                                                                                        |
| --------------------------- | ------ | --- |
| خيسوس 45+1' · إيما كيفي 80' | تقرير  | ري كوانغ سونغ 8'، 52' · تشوي جو سونغ 12'، 50'، 6'، 69' · ري ريونغ 28'، 32' · كيم إل جين 71'، 74'، 77' |

| الصين                                              | 1 – 3 | ماليزيا   |
| -------------------------------------------------- | ----- | --------- |
| وانغ جينشيان 18' · زانغ شيووي 58' · تشين كيروي 69' | تقرير | أسيدي 77' |

| كوريا الشمالية                           | 0 – 3 | ماليزيا |
| ---------------------------------------- | ----- | ------- |
| جون كوم سونغ 20' · تشوي جو سونغ 37'، 57' | تقرير |         |

| الصين                                                 | 1 – 3 | سنغافورة          |
| ----------------------------------------------------- | ----- | ----------------- |
| وانغ جينشيان 13' · لي شياومينغ 69' · زانغ شيووي 90+3' | تقرير | سواندي 17' (ركل.) |

| ماليزيا                               | 0 – 3 | تيمور الشرقية |
| ------------------------------------- | ----- | ------------- |
| ماريابين 45+1' · أسيدي 74' · حسين 88' | تقرير |               |

| كوريا الشمالية    | 0 – 1 | سنغافورة |
| ----------------- | ----- | -------- |
| ري كوانغ سونغ 89' | تقرير |          |

| سنغافورة    | 1 – 1 | ماليزيا   |
| ----------- | ----- | --------- |
| بن عزمي 56' | تقرير | أسيدي 31' |

| الصين                                 | 0 – 2 | تيمور الشرقية |
| ------------------------------------- | ----- | ------------- |
| ليو هاو 23' (ركل.) · وانغ جينشيان 35' | تقرير |               |

| تيمور الشرقية | 8 – 1 | سنغافورة                                                                           |
| ------------- | ----- | ---------------------------------------------------------------------------------- |
| خيسوس 20'     | تقرير | سوزليمان 4' · سواندي 39'، 45+1'، 79' · أزيمان 54' · رملي 77'، 78' · عبد الرحمن 87' |

| كوريا الشمالية      | 0 – 1 | الصين |
| ------------------- | ----- | ----- |
| ري كوانغ سونغ 90+2' | تقرير |       |

### المجموعة 6
أقيمت جميع المباريات في فيينتيان في لاوس (ت ع م+07:00).
| فريق           | نقاط | فرق | عليه | له | خ | ت | ف | لعب |
| -------------- | ---- | --- | ---- | -- | - | - | - | --- |
| اليابان        | 12   | 15+ | 6    | 21 | 1 | 0 | 4 | 5   |
| كوريا الجنوبية | 11   | 20+ | 3    | 23 | 0 | 2 | 3 | 5   |
| لاوس           | 10   | 7+  | 6    | 13 | 1 | 1 | 3 | 5   |
| فيتنام         | 7    | 3+  | 9    | 12 | 2 | 1 | 2 | 5   |
| كمبوديا        | 3    | 23− | 25   | 2  | 4 | 0 | 1 | 5   |
| تايبيه الصينية | 0    | 22− | 23   | 1  | 5 | 0 | 0 | 5   |

| تايبيه الصينية | 4 – 0 | اليابان                                   |
| -------------- | ----- | ----------------------------------------- |
|                | تقرير | إيتو 10' · ساساكي 50' · كيتاغاوا 68'، 73' |

| فيتنام                   | 1 – 1 | كوريا الجنوبية    |
| ------------------------ | ----- | ----------------- |
| تران نغوك سون 75' (ركل.) | تقرير | هوانغ هي تثان 27' |

| لاوس                                                             | 0 – 5 | كمبوديا |
| ---------------------------------------------------------------- | ----- | ------- |
| فيثاك 34' · أرميساي 24' (ركل.)، 58' · سوثافون 51' · أنيلان 90+2' | تقرير |         |

| اليابان                    | 4 – 2 | كوريا الجنوبية                                          |
| -------------------------- | ----- | ------------------------------------------------------- |
| أوكامورا 5' · سوغيموتو 74' | تقرير | هوانغ هي تشان 20' · لي غون 43'، 90+4' · يو وون جونغ 81' |

| تايبيه الصينية     | 2 – 1 | كمبوديا              |
| ------------------ | ----- | -------------------- |
| وانغ تشوي تشون 68' | تقرير | فالين 8'، 10' (ركل.) |

| فيتنام | 3 – 0 | لاوس                             |
| ------ | ----- | -------------------------------- |
|        | تقرير | دالافونغ 13'، 23' · كيتافونغ 76' |

| كوريا الجنوبية | 0 – 8 | تايبيه الصينية |
| --- | ----- | -------------- |
| هوانغ كي ووك 8' (ركل.) · سوه جيونغ ديوغ 10'، 14' · روه كيونغ وو 19'، 62' (ركل.)، 76' · تساي شوو تشي 42' (بالخطأ) · يو تشونغ إين 66' | تقرير |                |

| كمبوديا | 5 – 0 | فيتنام                                                                                       |
| ------- | ----- | -------------------------------------------------------------------------------------------- |
|         | تقرير | تران نغوك سون 12' (ركل.) · يو دوي نغي 80' (88) · نغويين فييت ثانغ 86' · نغويين كوانغ هاي 90' |

| اليابان                                                           | 0 – 6 | لاوس |
| ----------------------------------------------------------------- | ----- | ---- |
| ناكامورا 16'، 55' · كيتاغاوا 47'، 74' · يوشيكي 66' · كوباياشي 86' | تقرير |      |

| كمبوديا | 4 – 0 | اليابان                               |
| ------- | ----- | ------------------------------------- |
|         | تقرير | ناكامورا 58'، 61'، 66' · تاكاغي 90+1' |

| فيتنام                                                            | 0 – 4 | تايبيه الصينية |
| ----------------------------------------------------------------- | ----- | -------------- |
| لي هوانغ دونغ 9'، 69' · هوين هوانغ كانه 50' · نغويين دوي ديين 68' | تقرير |                |

| لاوس | 0 – 0 | كوريا الجنوبية |
| ---- | ----- | -------------- |
|      | تقرير |                |

| كوريا الجنوبية | 0 – 10 | كمبوديا |
| --- | ------ | ------- |
| سيوكيرين 1' (بالخطأ) · لي غون 14'، 34'، 74'، 87' · تشوي جو يونغ 16' · هوانغ كي ووك 21' · يو جين سيوك 70' · كو مين هيوك 84' · روه كيونغ وو 90' | تقرير  |         |

| اليابان                                           | 2 – 5 | فيتنام                                |
| ------------------------------------------------- | ----- | ------------------------------------- |
| ناكامورا 35'، 57'، 72' · كوباياشي 51' · ساكاي 66' | تقرير | نغويين فيت ثانغ 1' · لي هوان دونغ 63' |

| تايبيه الصينية | 5 – 0 | لاوس                                                                      |
| -------------- | ----- | ------------------------------------------------------------------------- |
|                | تقرير | كونغماثيلاث 6'، 15' · دالافونغ 11' · ين تينغ هان 30' (بالخطأ) · كيولا 83' |

### المجموعة 7
أقيمت جميع المباريات في نونثابوري وبانكوك، تايلاند (ت ع م+07:00).
| فريق      | نقاط | فرق | عليه | له | خ | ت | ف | لعب |
| --------- | ---- | --- | ---- | -- | - | - | - | --- |
| تايلاند   | 15   | 22+ | 6    | 28 | 0 | 0 | 5 | 5   |
| أستراليا  | 12   | 17+ | 5    | 22 | 1 | 0 | 4 | 5   |
| إندونيسيا | 9    | 16+ | 10   | 26 | 2 | 0 | 3 | 5   |
| ميانمار   | 3    | 1−  | 14   | 13 | 3 | 0 | 2 | 5   |
| هونغ كونغ | 3    | 6−  | 14   | 8  | 4 | 0 | 1 | 5   |
| غوام      | 0    | 48− | 49   | 1  | 5 | 0 | 0 | 5   |

| هونغ كونغ                                             | 1 – 4 | غوام     |
| ----------------------------------------------------- | ----- | -------- |
| براين ليو هو وانغ 15'، 38' · وونغ فيليب 52' · أور 60' | تقرير | رايس 89' |

| تايلاند                                               | 2 – 3 | أستراليا                 |
| ----------------------------------------------------- | ----- | ------------------------ |
| تونغليم 44' · بامورنبراسيرت 50' (ركل.) · بوانغبوت 53' | تقرير | تومبايدس 11' · أونيل 59' |

| إندونيسيا                        | 1 – 4 | ميانمار         |
| -------------------------------- | ----- | --------------- |
| بوهوري 8'، 29'، 70' · إهزا 45+2' | تقرير | كياو مين أو 80' |

| تايلاند | 0 – 11 | غوام |
| --- | ------ | ---- |
| كولتشارت 7' · بوانغبوت 8' · بامورنبراسيرت 16' · كانو 28'، 31'، 47'، 71'، 90+1' · تيامونغ 33' · ماليسون 39' · كلانكام 82' | تقرير  |      |

| أستراليا                                       | 0 – 4 | ميانمار |
| ---------------------------------------------- | ----- | ------- |
| وارلاند 20' · دي سيلفا 76'، 87' · تومبايدس 79' | تقرير |         |

| إندونيسيا             | 0 – 2 | هونغ كونغ |
| --------------------- | ----- | --------- |
| أدسيت 3' · بوهوري 84' | تقرير |           |

| أستراليا    | 0 – 1 | هونغ كونغ |
| ----------- | ----- | --------- |
| وارلاند 31' | تقرير |           |

| ميانمار       | 4 – 1 | تايلاند                                                                  |
| ------------- | ----- | ------------------------------------------------------------------------ |
| أونغ ثو 45+2' | تقرير | كانو 2' (ركل.) · بوانغبوت 15' · بامورنبراسيرت 54' (ركل.) · تيامونغ 90+3' |

| غوام | 17 – 0 | إندونيسيا |
| ---- | ------ | --- |
|      | تقرير  | كورنيافان 13'، 14'، 61'، 75'، 85' · بوهوري 20'، 25'، 72'، 87' · فاتشروزي 26' · تيدي 48'، 56'، 57'، 80' · هاريانسياه 67' · أسو 73'، 89' |

| هونغ كونغ                       | 4 – 2 | ميانمار                                                                   |
| ------------------------------- | ----- | ------------------------------------------------------------------------- |
| إيب تشينغ 3' (ركل.) · فيليب 64' | تقرير | سوي مين تون 48' · زين كو تون 80' (ركل.) · نيين تشان أونغ 89' · وانا 90+3' |

| غوام | 10 – 0 | أستراليا                                                                              |
| ---- | ------ | ------------------------------------------------------------------------------------- |
|      | تقرير  | ستيرجيو 10' · تومبايدس 51'، 53'، 65'، 86'، 90+2' · لاب 61' · دماكدونالد 67'، 75'، 81' |

| إندونيسيا          | 4 – 1 | تايلاند                                   |
| ------------------ | ----- | ----------------------------------------- |
| نوغروهو 66' (ركل.) | تقرير | كانو 57'، 62' · بوانغبوت 85' · مابيرم 88' |

| تايلاند                                                      | 2 – 6 | هونغ كونغ                          |
| ------------------------------------------------------------ | ----- | ---------------------------------- |
| كانو 10'، 23'، 51'، 80' · سوكتشواي 50' (ركل.) · بوانغبوت 73' | تقرير | فيليب 77' (ركل.) · ليو هو وانغ 85' |

| ميانمار                                            | 0 – 7 | غوام |
| -------------------------------------------------- | ----- | ---- |
| وانا 4'، 24'، 57' · أونغ ثو فيو 25'، 32'، 36'، 65' | تقرير |      |

| أستراليا                                                            | 2 – 5 | إندونيسيا                    |
| ------------------------------------------------------------------- | ----- | ---------------------------- |
| تومبايدس 3'، 78' · روبرت 10' · باباديميتريوس 39' (ركل.) · هيوغا 63' | تقرير | هارغيانتو 9' · كورنياوان 66' |

## المتأهلون عن المركز الثالث
عند الانتهاء من المرحلة الأولى، يتم إجراء مقارنة بين الفرق صاحبة المركز الثالث من منطقتي الغرب والشرق بتحديد هوية الفريقين المتأهلين للبطولة. يتأهل أفضل فريق صاحب مركز ثالث من كل منطقة إلى بطولة آسيا للناشئين تحت 16 سنة 2012. نظرا لعدد الفرق المختلف لكل مجموعة، وفرق في مجموعة مختلفة قد تلعب عدد مختلف من المباريات. ولذلك، من أجل ضمان المساواة عند مقارنة فرق الوصافة من جميع المجموعات، سيتم مقارنة جميع الفرق عبر عدد مماثل من المباريات. وسوف يقرر الاتحاد الآسيوي لكرة القدم على عدد من المباريات. وسوف ينظر في المبدأ، ونتائج المباريات بين فرق الوصيف والقاع وضعت الفريق في مجموعة لاغية وباطلة.
غرب آسيا
| فريق      | نقاط | فرق | عليه | له | خ | ت | ف | لعب |
| --------- | ---- | --- | ---- | -- | - | - | - | --- |
| أفغانستان | 5    | 1+  | 3    | 4  | 0 | 2 | 1 | 3   |
| السعودية  | 4    | 2+  | 3    | 5  | 1 | 1 | 1 | 3   |
| قطر       | 3    | 1−  | 6    | 5  | 2 | 0 | 1 | 3   |
| طاجيكستان | 1    | 4−  | 8    | 4  | 2 | 1 | 0 | 3   |

شرق آسيا
| فريق      | نقاط | فرق | عليه | له | خ | ت | ف | لعب |
| --------- | ---- | --- | ---- | -- | - | - | - | --- |
| لاوس      | 7    | 2+  | 6    | 8  | 1 | 1 | 2 | 4   |
| إندونيسيا | 6    | 1−  | 10   | 9  | 2 | 0 | 2 | 4   |
| سنغافورة  | 4    | 4+  | 6    | 10 | 2 | 1 | 1 | 4   |

## المتأهلين
| - أستراليا - الصين - الهند - إيران | - العراق - اليابان - الكويت - لاوس | - كوريا الشمالية - كوريا الجنوبية - عمان - السعودية | - سوريا - تايلاند - أوزبكستان - اليمن |